# Eugène Jacob de Cordemoy
Pour les articles homonymes, voir Jacob de Cordemoy.
Eugène Jacob de Cordemoy est un médecin et botaniste français originaire de l'île de La Réunion né le 13 juillet 1835 à Saint-André et mort le 25 avril 1911 à Hell-Bourg (Salazie).

## Famille
Il est un descendant de Philippe Antoine Jacob de Cordemoy, gouverneur de La Réunion du 3 novembre 1795 au 7 octobre 1803, lequel était né le 12 août 1735 à Bouillon en Belgique. La particule vient de Gilles Jacob, brigadier des armées du Roi, qui a acquis en octobre 1738 le fief de Cordemoy, aux environs de Bouillon.[réf. nécessaire]
Il est le père de Hubert Jacob de Cordemoy (1866-1927) qui, suivant les traces de son père, se consacre presque exclusivement à la botanique. Reçu en 1896 docteur ès sciences, il est préparateur de botanique à la faculté d'études physiques, chimiques et naturelles (dit PCN) de Paris, nouvellement créé. Reçu docteur en médecine en 1898[réf. nécessaire], il est 
chargé des cours d'histoire naturelle coloniale à l'école de médecine d'Aix-Marseille, 
chargé d'un cours sur l'« Histoire des produits animaux coloniaux » au musée-institut colonial de Marseille (fondé par la Chambre de commerce de Marseille), 
chef des travaux botaniques à la faculté des sciences de Marseille et maître de conférences à la même faculté. 
Il contribue activement au musée colonial et à l'institut colonial de Marseille, créés par Édouard Heckel en 1893,,,.
En 1898 la famille élargie compte plusieurs membres domiciliés à la Réunion (Bénédict à Saint-Denis, Alfred) mais aussi Camille Jacob de Cordemoy, ingénieur civil domicilié à Santiago (Chili) ; Stoline de Cordemoy (ép. Henri Miot puis Adolphe Lefèvre, tous deux domiciliés à Paris), Louise Francière (petite-nièce d'Adolphe et arrière-petit-fille de Louis Philippe Hubert de Cordemoy) à Perpignan…

## Biographie

### Médecine
Docteur en médecine de la Faculté de Paris, licencié es sciences naturelles, Eugène Jacob de Cordemoy est médecin de l'hôpital de Saint-Benoît, bourgade de l'Est de La Réunion où il pratique également la chirurgie, comme la plupart de ses collègues de cette époque.
Le tambave est une pathocénose, c'est-à-dire une maladie liée à un contexte culturel particulier. En 1864, dans l'ouvrage intitulé La médecine extra-médicale à l'Île de la Réunion, Cordemoy décrit le tambave, maladie mortelle du petit enfant : « Les petits malheureux qui sont en proie à cette cachexie (par ce mot on entend en médecine un état dans lequel toute l'habitude du corps est manifestement altérée), où, pour parler le langage des empiriques, qui ont le tambave, présentent un aspect très caractéristique. Ils sont profondément amaigris, ils ont de la bouffissure, souvent une infiltration générale. La diarrhée prolongée leur a souvent fait pousser le ventre (...) La peau amincie est transparente nacrée. Maladie qui, à terme, est mortelle ». Ayant identifié les différentes manifestations de la maladie, il conclut : « Le tambave n’est donc pas une entité pathologique, mais la conséquence de plusieurs maladies distinctes ». Cette superposition de plusieurs pathologies que la médecine de l'époque avait du mal à différencier, pouvait devenir mortelle.
Témoin de l'introduction de la fièvre à la Réunion, il formule son opinion à ce sujet dans le journal de la Réunion du 14 août 1899 : « Plusieurs d'entre nous savent comment la fièvre paludéenne a été introduite à la Réunion. Quand la quarantaine qui avait été imposée aux provenances de l'île Maurice, fut levée, une famille arriva et s'installa au Champ-Borne, près de l'Étang (1867). Elle avait apporté, dans un but de spéculation, des vêtements portés par des soldats anglais morts, à Maurice, de fièvre dite de Bombay et acquis à vil prix. Ces vêtements furent lavés sur les bords de l'Étang. Peu de semaines après, la fièvre paludéenne éclata dans le voisinage et se propagea de proche en proche. Je pus suivre cette marche envahissante de case en case, du Champ-Borne à Saint-Philippe. Ce mode spécial d'extension me suggéra alors la conviction que la cause du mal ne pourrait être un simple agent physico-chimique, mais un organisme pathogène se reproduisant et se multipliant dans l'espace et dans le temps. Cette conviction s'imposait, me semble-t-il. Elle parut dans le temps quelque peu hérétique, lorsque je la publiai : les découvertes de  Laveran ont justifié mes vues légèrement révolutionnaires ».

### Botanique
Les premières études globales sur la Flore des Mascareignes à être publiées furent la Flore de Maurice et des Seychelles par Baker en 1877 et la Flore de La Réunion par Eugène Jacob de Cordemoy en 1895, lequel reprit les travaux de Charles Frappier, un autre botaniste réunionnais. Ces travaux concernaient plus particulièrement les orchidées de La Réunion, soit un catalogue de 145 espèces dressé en 1880. Sa Flore de La Réunion synthétise trente années de prospections et d'études de la flore réunionnaise et établit les fondements synthétiques des connaissances botaniques générales de la flore de l'île. Son herbier est aujourd’hui conservé à Marseille.

### Politique
Durant trente ans il est maire de Saint-Benoît et conseiller général.
Eugène Jacob de Cordemoy fut membre de la Société linnéenne de Paris, vice-président de la Commission administrative du Muséum et du jardin botanique de Saint-Denis, membre de la Société des sciences et des arts de la Réunion, correspondant de la Société des sciences et des arts de l'Île Maurice.

## Œuvres
- La médecine extra-médicale à l'île de la Réunion, St Denis, 1864
- « Traitement du tétanos par l'opium à hautes doses », Bulletin thérapeutique, Paris, 1866
- « Sur un cas de résection partielle du foie suivie de guérison », Paris, 1894
- [1895] Flore de l'île de la Réunion (Phanérogames, Cryptogames vasculaires, Muscinées) avec l'indication des propriétés économiques & industrielles des plantes, Paris, Paul Klincksieck, 1895, 574 p. (lire en ligne [sur gallica]).